# ジェネス・ペレス
ジェネス・ペレス・バージル（Janeth Pérez Virgil、1989年12月5日 - ）は、メキシコのプロボクサー。ハリスコ州サポパン出身。第5代WBA女子世界バンタム級王者。第3代IBF女子世界バンタム級王者。

## 来歴
2008年11月14日、グアダラハラのアレナ・ハリスコでサルマ・カナレスと両者にとってのデビュー戦を行い、4回10秒、カナレスの棄権によりペレスがデビュー戦を白星で飾った。
2010年8月20日、グアダラハラのアレナ・ハリスコでロシオ・カスティージョとノンタイトル6回戦を行い、2-0（59-55、58-56、57-57）の判定勝ちを収めた。
2011年1月29日、グアダラハラのアレナ・ハリスコでメキシコ女子スーパーバンタム級王者ロシオ・カスティージョと対戦し、3-0（96-94、96-94、98-92）の判定勝ちを収め4ヵ月ぶりの再戦を制し、王座獲得に成功した。
2011年4月1日、グアダラハラのアレナ・ハリスコでマリア・エレナ・ビラロボスと対戦し、1-1（92-98、95-95、97-93）の判定で引き分けたがメキシコ王座の初防衛に成功した。
2011年7月16日、マサトランのロボドームでヨリス・マルゴ・フランコとWBA女子世界バンタム級王座決定戦を行い、7回1分58秒TKO勝ちを収め王座獲得に成功した。
2011年10月15日、チェトゥマルのセントロ・インテルナシオナル・デ・コンベンシオネスでヤニナ・ナタリア・アクーニャと対戦し、3-0（99-91、98-92、99-91）の判定勝ちを収めWBA王座の初防衛に成功した。
2012年7月14日、テピクのエル・パレンケ・デ・ラ・フェリアで東郷理代と対戦し、3-0（100-90、100-90、100-90）の判定勝ちを収めWBA王座の2度目の防衛に成功した。
2012年10月6日、テピクのエル・パレンケ・デ・ラ・フェリアで元WBA女子世界スーパーフライ級王者天海ツナミと対戦し、3-0（100-90、99-91、99-91）の判定勝ちを収めWBA王座の3度目の防衛に成功した。
2013年1月5日、メキシコシティでイルマ・ガルシアと対戦し、0-3（94-96、94-96、93-97）の判定負けを喫しWBA王座の4度目の防衛に失敗、王座から陥落した。
2013年4月6日、ミチョアカン州サモラ・デ・イダルゴでWBA女子世界バンタム級王者イルマ・ガルシアと対戦し、1-2（94-96、96-94、93-97）の判定負けを喫し王座返り咲きに失敗した。
2013年7月6日、ケレタロ州ケレタロでマリア・エレナ・ビラロボスとノンタイトル10回戦を行い、2-1野判定勝ちを収め2年3ヵ月ぶりの再戦を制し、再起を果たした。
2013年11月30日、メヒコ州トルーカのデポルティーボ・アグスティン・ラモス・ミランでガリーナ・コレヴァ・イヴァノヴァとIBF女子世界バンタム級王座決定戦を行い、2-1（92-98、98-92、98-93）の判定勝ちを収めWBAに続くバンタム級2冠を果たした。
2014年5月10日モンテレイのアレナ・ソリダリダードでカロリナ・ロドリゲスと対戦し、0-2（92-98、94-96、95-95）の判定負けを喫しIBF王座の初防衛に失敗、王座から陥落した。
2014年8月16日、ゲレーロ州イスタパでブレンダ・オルベラとノンタイトル6回戦を行い、3-0（59-55、59-55、58-56）の判定勝ちを収め再起を果たした。
2014年12月12日、プエンテ・アルトのアレナ・デ・プエンテ・アルトでIBF女子世界バンタム級王者カロリナ・ロドリゲスと対戦し、0-2（91-99、95-95、91-99）の判定負けを喫し王座返り咲きに失敗した。

## 戦績
- 26戦 20勝 4KO 2分 4敗

## 獲得タイトル
- メキシコ女子スーパーバンタム級王座
- 第5代WBA女子世界バンタム級王座（防衛3=陥落）
- 第3代IBF女子世界バンタム級王座（防衛0=陥落）